# Zoológico de Daca
El Zoológico de Daca (en bengalí: ঢাকা চিড়িয়াখানা) es un parque zoológico situado en la sección de Mirpur en la ciudad de Daca, la capital de Bangladés. El Zoológico tiene muchos animales nativos y no nativos y vida silvestre, y recibe cerca de tres millones de visitantes cada año.
Establecido en 1974, el  zoológico ocupas unos 186 acres (75 ha) por lo que se trata del zoológico más grande del país, siendo operado por el Ministerio de Pesca y Ganadería. El zoológico atrae a unos 10.000 visitantes cada día con un número cada vez mayor durante los fines de semana.